# Castagnaro
Castagnaro ist eine nordostitalienische Gemeinde (comune) mit 3534 Einwohnern (Stand 31. Dezember 2023) in der Provinz Verona in Venetien. Die Gemeinde liegt etwa 48,5 Kilometer südöstlich von Verona an der Etsch und grenzt unmittelbar an die Provinz Rovigo.

## Geschichte
Im März 1387 kam es bei Castagnaro zur gleichnamigen Schlacht zwischen den Truppen Veronas und Paduas, die von Padua gewonnen wurde. Die Schlacht wurde fast ausschließlich durch Söldner, den sogenannten Condottieri, ausgefochten.

## Gemeindepartnerschaften
- Fischbachau

## Verkehr
Die Gemeinde liegt mit einem Bahnhof an der Bahnstrecke von Verona nach Rovigo. Durch Castagnaro führt ferner die Strada Statale 434 Transpolesana in etwa parallel zur Bahnstrecke.